# Flyvestation Skalstrup
Flyvestation Skalstrup ved Roskilde er betegnelsen for det militære område nær Roskilde Lufthavn mellem Roskilde og Tune.
Dens vigtigste opgaver var tidligere at opretholde et jordbaseret luftforsvar med NIKE-raketter og HAWK-batterier. Disse blev nedlagt i forbindelse med forsvarsforliget i 2000. I samme omgang blev der dog tilført en lang række nye opgaver til stedet, bl.a. som følge af, at Flyvestation Værløse blev nedlagt. Således varetager man i dag VIP-flyvninger for Kongehuset, regeringen og Folketinget. 
I dag er flyvestationen hjemsted for Hærhjemmeværnsdistrikt Midt- og Vestsjælland, som er den eneste militære myndighed på Flyvestation Skalstrup.
Trods navnet er der ikke tale om en selvstændig flyvestation med anlæg for start og landing af fly. Valget af betegnelsen flyvestation bunder i en nu forældet myndighedsdefinition i Flyvevåbnet. Af samme årsag er redningshelikopteren fra Eskadrille 722 således fysisk placeret i den civile lufthavn.
I forbindelse med sparerunder i 2010'erne blev dele af stedet tømt og sat til salg gennem Freja Ejendomme, og i mellemtiden lå COVID-19-test- og -vaccinecenter på stedet. 
I 2022 var test- og vaccinecentret efterhånden overflødigt og lukkede.
I 2025 forlød det at der igen skulle være jordbaseret luftforsvar i Skalstrup.